# 不動尻キャンプ場
不動尻キャンプ場（ふどうじりキャンプじょう）は、かつて神奈川県厚木市七沢3067番地にあった、県立の青少年キャンプ場である。

## 概況
かつては12棟のキャビン（定員6人から10人）と30張の常設テント（定員5人）を持つ300人定員のキャンプ場であった。6月から9月の夏期のみ開設され、嘱託職員の管理主任（退職校長など）、管理助手と呼ばれる県の臨時雇用職員（アルバイト）によって運営されていた。利用者は、大山登山や鐘ヶ嶽（かねがたけ）登山の他、敷地内に流れる谷太郎川での川遊びなどを楽しんだ。
現在は廃止され、「不動尻キャンプ場跡」となっている。ロッジ（本管理棟・副管理棟）は取り壊されており、土台だけが残る形となっている。キャビン（宿泊棟）も同様に取り壊され、往時の面影はない。テントサイトの石組みがわずかにキャンプ場の名残を残している。キャンプ場に通じる林道（二の足林道）は、ゲートにて封鎖されており、車両で行く事はできず、徒歩でのみ往来可能となっている。
キャンプ場付近はほとんどの携帯電話のサービスエリア外であり、通信が困難な地域となっている。
不動尻は、登山道の分岐点でもあり、ここを通る登山道は、大山方面と三峰方面（秩父の三峰と区別するため「丹沢三峰」とも呼ばれる）に分かれている。大山への道は、表丹沢からの道のりと比べて急峻であり、主に下山道として利用される。下山し本厚木駅方面へ向かう途上には、七沢温泉や広沢寺温泉などがあり、登山帰りの利用者もいる。
座標: 北緯35度27分12.8秒 東経139度15分8秒 / 北緯35.453556度 東経139.25222度